# Татаревич, Артём Юрьевич
Артём Татаре́вич (бел. Арцём Татарэвіч; род. 28 января 1992, Пинск, Брестская область) — белорусский футболист, защитник пинской «Волны».

## Карьера
Артём начал карьеру в клубе первой лиги «Волна» Пинск, где играл на протяжении трёх лет и в 2013 году перешёл в брестское «Динамо». 21 сентября дебютировал в основе брестчан в мачте против «Нафтана». После стал появляться в основе на позиции левого защитника. В сезоне 2014 стал основным левым защитником клуба, провёл 28 матчей в чемпионате.
По окончании сезона 2014 был призван на службу в Вооружённые силы Белоруссии. 13 декабря принял воинскую присягу. В январе 2015 года стало известно, что из-за службы Артём пропустит сезон 2015. Тем не менее, в 2015 году сыграл в двух матчах Кубка Белоруссии.
В июне 2016 года после окончания службы вернулся в брестское «Динамо». Во второй половине сезона 2016 выступал за дубль брестчан, в основной команде не появлялся на поле.
С февраля 2017 года тренировался с пинской «Волной» и в результате подписал контракт с клубом. Стал основным защитником команды. В феврале 2018 года продлил соглашение с клубом на следующий сезон. В январе 2019 года очередной раз продлил контракт с клубом. В сезоне 2019, как и в предыдущих, оставался игроком основы. В начале 2020 года подписал новый контракт. В 2020—2021 стал реже появляться на поле. В феврале 2022 года по окончании контракта покинул пинский клуб.